# Barenaked Ladies
Barenaked Ladies (afgekort BNL) is een Canadese rockband uit Toronto.
De groep is opgericht in 1988 en maakt gebruik van gevatte en ironische teksten. Ondertussen geniet de band grote bekendheid in Canada en, in iets mindere mate, de Verenigde Staten. Een doorbraak in Europa is tot dusver echter uitgebleven. Ze zijn het meest bekend om hun singles Pinch Me, If I Had $1000000, The Old Apartment en One Week, waarbij het laatste nummer zelfs enige tijd in Europa populariteit wist te verwerven. Ook zijn ze befaamd om hun liveshows waarin ze rondgrappen en improviseren, ter vermaak van het publiek.

## Bandgeschiedenis

### Oprichting
Barenaked Ladies is begonnen als een duo bestaande uit Ed Robertson en Steven Page. Alhoewel ze op dezelfde school zaten, raakten ze pas bevriend nadat ze met elkaar in contact kwamen na een concert van Peter Gabriel en er zodoende achter kwamen dat ze veel gemeen hadden. Toen Page een extra kaartje had voor een concert van Bob Dylan dat hij niet kwijt kon, nodigde hij Robertson uit om met hem mee te gaan. Op het concert zelf pretendeerden ze dat ze critici waren en amuseerden elkaar met verzonnen achtergrondverhalen over de leden van de spelende band. Ze verzonnen ook diverse bandnamen, waaronder 'Barenaked Ladies'.
Een tijd later kwam Robertson in de problemen. Hij had zijn band opgegeven om deel te nemen aan een wedstrijd tussen bands maar zijn band was uit elkaar. Toen hij werd gebeld om zijn deelname te bevestigen, improviseerde hij dat zijn band van naam was veranderd. Zich de naam herinnerend van het concert, zei hij dat de band nu Barenaked Ladies heette. Vervolgens belde hij Page op om te vragen of hij mee wilde doen waarna ze drie repetities regelden, die ze stuk voor stuk misten.
Op 1 oktober 1988 speelden ze mee op de show maar in plaats van competitie te leveren, speelden ze nummers die ze beiden kenden tijdens de dode stukken terwijl de andere bands alles klaar zetten. De show ging zo goed dat ze werden uitgenodigd om het daaropvolgende weekend de opening te verzorgen van een bekende lokale band, The Razorbacks. Ze spraken weer af om drie keer te repeteren en weer werden ze alle drie gemist, waardoor het nodig was om opnieuw te improviseren. Dit heeft de traditie gecreëerd dat de Barenaked Ladies ook nu nog een hoop improviseren tijdens shows.
De twee gingen door met het spelen op soortgelijke shows en begonnen ook met het schrijven van liedjes. De eerste cassette van de band, Buck Naked, uitgegeven in 1989, was opgenomen in kelders en slaapkamers. De twee werden volgers van een komediegroep genaamd Corky and the Juice Pigs waarvan ze het idee kregen voor het komische aspect van de optredens. Page en Robertson presenteerden hun cassette aan de groep en werden uitgenodigd om de opening voor de Juice Pigs te verzorgen tijdens hun tour door Canada.
Op een nacht in Toronto nodigden Page en Robertson twee vrienden uit, de broers Andy en Jim Creeggan, om samen met hen te spelen op een show. De twee broers sloten zich aan bij de band en waren voor het eerst te horen op Barenaked Lunch (of Pink Tape). Maar de cassette speelde te snel af en door een beperkte oplage is er nu, net als Buck Naked, vrijwel niet meer aan te komen.
Na slechts zes maanden ging Andy Creeggan via een uitwisselingsprogramma naar Ecuador en de groep miste een slagwerker. Tijdens het spelen op een festival kwamen ze in contact met drummer Tyler Stewart, die de positie overnam. Het was in 1990 dat de groep aan populariteit begon te winnen. In een klein videohokje namen ze een clip op voor Be My Yoko Ono die werd uitgezonden op de televisie. Andy Creeggan keerde in 1991 terug en zag dat Tyler zijn positie over had genomen. Enigszins ongerust door dit gegeven besloot Andy zich meer te concentreren op de keyboard, ook al verzorgde hij voor sommige nummers nog wel het slagwerk. In de winter stak de band van wal met de eerste volledige tour door Canada.

### Eerste succes in Canada
De eerste grote uitgave van de volledige band was The Yellow Tape in 1991. Dit was een democassette dat ze oorspronkelijk hadden opgenomen voor South by Southwest, een groot festival in de Verenigde Staten. Ze hebben er tussen de €1500 en €2250 aan besteed en het opgestuurd naar alle grote labels in Canada maar werden door allen geweigerd. De band besloot om het dan maar zelf tijdens optredens te verkopen, met groot succes. De mensen begonnen erover te praten en al snel werd er naar gevraagd in de muziekwinkels. Deze winkels vroegen de band om de cassette en zo werd het commercieel uitgegeven. Door mond-tot-mondreclame en de liveshows werd de cassette een groot succes en zo werd de cassette de eerste indie-uitgave ooit die in Canada de platinastatus (100.000 verkochte exemplaren) bereikte.
De verkoop werd op gang geholpen doordat de band van de lijst voor het New Years Eve-concert van 1991 in Toronto werd gehaald. Een medewerker van de toenmalige burgemeester June Rowlands zag de naam van de band en vond dat het vrouwen als objecten afschilderde. Hoewel de band zich hier niets van aantrok, en een nieuw optreden boekte op een universiteit, kwam het bericht naar de pers en werd het als voorbeeld gebruikt voor doorslaande politieke correctheid. Het eerste artikel leverde een groot aantal brieven op tegen de beslissing om de Barenaked Ladies te weigeren en zo werd het steeds prominenter tot ongeveer twee weken na het nieuwjaarsfeest. De verhalen schoven de schuld af op Rowlands, omdat een directe medewerker van haar verantwoordelijk was, ook al had ze zelf verder niet direct met de beslissing te maken. De daaropvolgende week stegen de verkoopcijfers van The Yellow Tape enorm en sindsdien wordt de band gevolgd door dit verhaal.
Ook haalden de Barenaked Ladies in 1991 voor het eerst de top 40 van Canada met een cover van Bruce Cockburns Lovers in a Dangerous Time.

### De eerste albums
Het langverwachte eerste album van de band, Gordon, was een grote hit in Canada en bevatte een paar van de meest bekende nummers, waaronder hun eerste single; Be My Yoko Ono en het nummer dat bekend was geworden van optredens; If I Had $1000000. Alhoewel het album succesvol was in Canada bleef dat succes uit in de Verenigde Staten.
Het tweede album van Barenaked Ladies, Maybe You Should Drive deed het stukken minder goed bij het Canadese publiek. Op dit album verminderde de band het aantal komische nummers om die te verruilen voor nummers die iets volwassener waren. Ze probeerden om door de Verenigde Staten te toeren maar dit eindigde in een mislukking waardoor ze geld verloren. Voor de volgende uitgave besloot Andy Creeggan de band te verlaten. Hij was teleurgesteld over de kant die de band opging en was ook niet erg gesteld op het toeren. Ook wilde hij op de McGill-universiteit muziek verder studeren.
In 1996 bracht de band als kwartet Born on a Pirate Ship uit. De verkoop van het album werd gestimuleerd doordat het nummer Shoe Box werd gebruikt in de Amerikaanse hitserie Friends en door de clip van The Old Apartment, dat in Amerika redelijk vaak op televisie te zien was. Ze besloten weer te toeren en Kevin Hearn werd ingehuurd als keyboardspeler. Uiteindelijk sloot hij zich volledig aan bij de band.
Tijdens de Born in a Pirate Ship-tour in 1996 nam de band ook nummers op voor Rock Spectacle, waarna het als album werd uitgegeven en het met Brian Wilson een bescheiden radiohit had in de Verenigde Staten. Het succes van Brian Wilson, gecombineerd met het succes van The Old Apartment, zorgde ervoor dat de band nu in een nieuwe situatie verkeerde. Ze wisten dat het volgende album hun grote kans was om de Verenigde Staten te veroveren.

### Doorbraak in de Verenigde Staten
Het bleek dat ze gelijk hadden. Mede door het wereldwijde succes van One Week wist het in 1998 uitgegeven album Stunt een grote hit te worden. Vlak na de uitgave van Stunt werd er echter een diagnose van leukemie gesteld bij Kevin Hearn. Uiteindelijk heeft hij een operatie ondergaan waarna hij een aantal maanden rust moest nemen. De band lieten Chris Brown en Greg Kurstin tijdelijk zijn plaats innemen tijdens de tours, tot hij weer voldoende was opgeknapt om mee te doen. De singles It's All Been Done (gebruikt als opening van de televisieserie Baby Blues) en Call and Answer (dat later verscheen in de film EDtv) stonden ook op dit album. De band werd ook gevraagd door FOX om een nummer te maken voor de tekenfilmserie King of the Hill; dat werd het nummer Get in Line.
Maroon, uitgegeven in 2000, deed het redelijk goed maar desondanks toch minder dan hitalbum Stunt. In 2001 bracht de band een compilatiealbum uit, Disc One: All Their Greatest Hits 1991-2001 geheten, als referentie op een tekst uit het nummer Box Set. Het compilatiealbum bevat 15 nummers van de vorige albums, twee nummers van andere compilaties en twee nieuwe nummers.
In 2003 werd Everything to Everyone uitgegeven. Maar ondanks goede recensies, verkocht dit album erg zwak. Met deze uitgave had de band zich gehouden aan het contract met Reprise Records en voor het eerst sinds 1992 waren ze weer onafhankelijk, al onderhielden ze wel een distributierelatie met Warner Music. Aan het begin van 2004 begon de band met het aanbieden van liveshows, die verkocht werden als download of op cd-r.

### Terugkeer naar de onafhankelijkheid
Het volgende album, Barenaked for the Holidays, was het eerste onafhankelijke project sinds The Yellow Tape alsmede het eerste album dat was opgenomen in Page' eigen studio. Het label dat de band voor dit album gemaakt had, heette Desperation Records. Op het moment zijn er nog geen plannen om materiaal van andere artiesten op dit label uit te brengen.
In januari van 2005 had de band een pilotaflevering voor een variétéshow opgenomen maar deze werd later geweigerd door FOX. Later dat jaar werd de band gevraagd om muziek te schrijven voor een musicalproductie van Shakespeares As You Like It.
Later dat jaar volgden er veel schrijfsessies voor het volgende album en in de herfst begonnen ze met het opnemen van 29 nieuwe nummers. In november en december verlieten ze de studio even voor een tour van 22 shows, waarbij ze elke nacht een nieuw nummer speelden.
In januari van 2006 kwamen ze weer terug in de studio om de opnames te voltooien. Ze besloten de nummers te spreiden over twee albums. Het eerste album, Barenaked Ladies Are Me kwam in september uit. Enkele maanden later, in het nieuwe jaar, volgde het tweede album, Barenaked Ladies Are Men.
In 2007 schreef de band het nummer The History of Everything, dat werd gebruikt als titelsong voor de Amerikaanse comedyserie The Big Bang Theory.

## Bathroom Sessions
Barenaked Ladies zijn op het moment bezig met een vrijwillig klein projectje dat in de muziekwereld mogelijk uniek is. Op hun eigen YouTube-profiel zetten ze regelmatig filmpjes neer van nummers die gratis te bekijken zijn. Deze worden uitgevoerd met slechts één gitaar wat de meeste nummers weer een ander gevoel geeft. De meeste van deze filmpjes worden gemaakt door Ed Robertson op zijn badkamer, vandaar ook de naam; Bathroom Sessions. Steven Page helpt in sommige filmpjes met de zang.

## Discografie

### Albums
- Buck Naked (1989)
- Barenaked Lunch (1990)
- The Yellow Tape (1991)
- Variety Recordings (1991)
- Gordon (1992)
- Maybe You Should Drive (1994)
- Born on a Pirate Ship (1996)
- Rock Spectacle (1996) – livealbum
- Stunt (1998)
- Maroon (2000)
- Disc One: All Their Greatest Hits 1991-2001 (2001) – compilatiealbum
- Everything to Everyone (2003)
- Barenaked for the Holidays (2004)
- As You Like It (2005)
- Barenaked Ladies Are Me (2006)
- Barenaked Ladies Are Men (2007)
- All in Good Time (2010)